# Glashütte Süßmuth
Die Glashütte Süßmuth war eine Glashütte in Immenhausen in Nordhessen. Die Gründung der Glashütte geht auf das Jahr 1897 zurück und wurde lange vom namensgebenden Glaskünstler Richard Süßmuth geleitet, bis sie 1970 in eine Mitarbeitergesellschaft umgewandelt wurde. 1996 wurde der Betrieb stillgelegt; im ebenfalls stillgelegten Generatorhaus wurde 1987 von der Stadt Immenhausen das Glasmuseum Immenhausen eingerichtet, welches bis heute (2021) existiert.

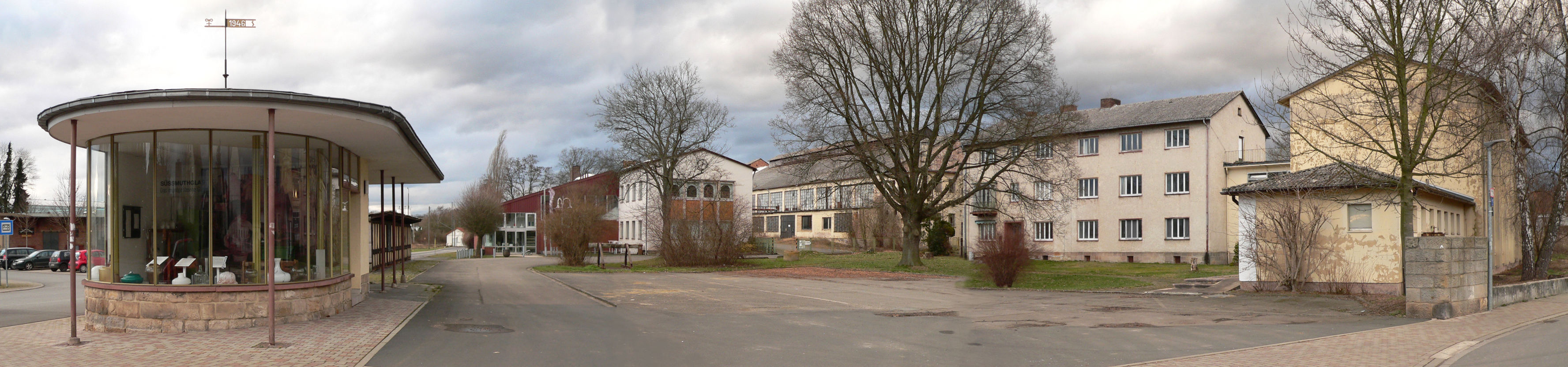
Frühere Haupteinfahrt der Glashütte Süßmuth mit Pförtnerhäuschen (links) von 1954, (2014)

## Geschichte

### Anfänge

Gebäudeentwicklung der Glashütte Immenhausen um die Jahrhundertwende 1900

Im Jahr 1897 erwarb der Generalbevollmächtigte der Herren von Buttlar, Direktor Ludwig Burhenne aus Hedemünden, in Immenhausen ein Grundstück. Die 2 ha große Fläche wurde am 26. November 1897 von der Stadt Immenhausen für einen Kaufpreis von 8468,64 Goldmark an den Baron Rudolph von Buttlar für den Bau einer Glashütte übertragen. Die Standortwahl erfolgte aus wirtschaftlichen Gründen, denn Immenhausen bot einen für den Betrieb unbedingt notwendigen Gleisanschluss an das Bahnnetz über die Bahnstrecke Kassel–Warburg der Friedrich-Wilhelms-Nordbahn-Gesellschaft. Damit konnte die notwendige Kohle für die Schmelz- und Temperöfen (sie wurden zunächst mit Kohlegasheizungen betrieben) und den für die Glasherstellung benötigten Quarzsand und Kalk kostengünstig angeliefert werden. Die in der Glashütte produzierten Glasprodukte konnten ebenso günstig mit der Bahn transportiert werden. Burhenne ließ in nur etwa neun Monaten einen ersten Bauabschnitt aus sieben Baueinheiten für 45.205,28 Goldmark errichten. Dabei entstanden das Hüttengebäude I mit Glasschmelzofen, zwei Kanal-, zwei Glaskühl- und zwei Temperöfen zum Aufheizen der Schmelzhäfen sowie als An- bzw. Einbau der Raum für den Gaserzeuger, das Sandlager und der Sortierraum mit der Einbindstube. Als weitere Einrichtungen entstanden das Glaslager mit der Schleiferei, die Schornsteinanlage, das Kontorhaus mit der Direktorenwohnung und vier Arbeiterhäuser. Als zeichnender Architekt wurde Robert Dralle von der Glashütte Klein Süntel verpflichtet. Da die Gaserzeugeranlage von Beginn an Schwierigkeiten bereitete, wurde bereits 1900 mit dem Bau eines Generatorgebäudes begonnen, welches 1901 – zusammen mit einer Abortanlage – fertiggestellt wurde. Im März 1902 mussten dann noch der Schmelzofen, Nebenöfen und das Maschinenhaus umgebaut werden, da sie Mängel aufwiesen. Dabei musste durch die Außerbetriebnahme der Öfen die Produktion eingestellt werden, was nicht nur für den Betrieb wirtschaftlich Probleme bereitete, sondern vor allem bei den beschäftigten Tagelöhnern zu erheblichen wirtschaftlichen Schwierigkeiten führte. Vermutlich durch die unerwarteten Produktionsausfälle wurde eilig eine Erweiterung des Betriebes projektiert. Der Bauantrag für das Hüttengebäude II mit Schmelzofen für zehn Häfen und dazugehörigen Kühl- und Temperöfen trägt das Datum 30. Oktober 1902. Im selben Antrag wurde noch ein Generatorgebäude für die Gaserzeugung mit vier Generatoren auf der Bahnseite mit entsprechendem Kohleschuppen und ein Schleifereigebäude hinter der Hütte an der Ostseite des Geländes projektiert.
Die Schwierigkeiten infolge der Fehlplanungen im ersten Bauabschnitt und die technischen Mängel, die die Produktion immer wieder behinderten, setzten sich auch nach dem Ausscheiden von Burhenne aus dem Betrieb fort. In einem Versuch, den Betrieb zu stabilisieren, wurde am 1. April 1900 der Rechtsstatus der Glashütte von „Glashütte von Buttlar“ zu „Rudolph von Buttlarsche Glashütte Immenhausen“ und am 1. April 1901 zu „Hüttengesellschaft von Buttlar mit beschränkter Haftung“ geändert. Dies ging einher mit einem Wechsel der Geschäftsleitungen. Zwischenzeitlich waren ein F. Weyrauch und ein A. Luckmann verantwortlich, und nach dem Wechsel zur Gesellschaft mit beschränkter Haftung war Ferdinand Haderer aus Kassel Geschäftsführer. Diesem fehlte aber wohl die nötige hüttentechnische Qualifikation, denn bereits am 21. März 1903 wurde dem Magistrat der Stadt Kassel die Übernahme der Geschäftsleitung durch Otto Hirsch aus Weißwasser angezeigt. In den Jahren 1905 und 1906 wurden drei weitere Wohnhäuser am Kohlenweg (heutige Poststraße), in deutlich besserer Ausstattung als die bisherigen vier Gebäude, errichtet. Dadurch sollte guter Wohnraum geschaffen werden, um qualifizierte Arbeitskräfte anwerben zu können. Trotz aller Bemühungen konnte ein 1906 eröffnetes, kompliziertes Konkursverfahren nicht verhindert werden. Dabei offenbarte sich, dass die Glashütte seit ihrer Inbetriebnahme 1898 nicht rentabel gearbeitet hatte. Einer Konkursmasse von 109.000 Goldmark standen 199.000 Goldmark an Gläubigerforderungen gegenüber. Der Betrieb wurde daher für 60.000 Goldmark zum Verkauf angeboten. Unter den zunächst sieben Kaufinteressenten befanden sich damals so bekannte Unternehmen wie die Rex-Conservenglas-Gesellschaft aus Homburg vor der Höhe, die Firma Sahnke aus Halle an der Saale und die Glasfabrik Ernstthal bei Lauscha in Thüringen. Der Käufer war letztlich aber (im Dezember 1907) der Glastechniker und Ofenspezialist Hermann Lamprecht aus Gnarrenburg bei Bremervörde, der das Unternehmen für 53.000 Goldmark erwarb.
Zusammen mit dem Immenhäuser Kaufmann Christian Zoerb, der bereits zum Buttlarschen Personal gehörte und in der Glashütte als Buchhalter tätig war, gelang es Lamprecht, die Glashütte binnen kurzer Zeit auf Produktion zu bringen. Zur Sicherung bzw. Verbesserung der Arbeitsfähigkeit wurden durch Lamprecht weitere Baumaßnahmen in Angriff genommen. So erfolgten Veränderungen an der Generatoranlage und dem Schmelzofen. 1908 wurde ein Förderband für den Transport der Kohle vom Bahngelände zu den Generatoren in Betrieb genommen. Das Förderband hatte eine Kapazität von 40 t und wurde von der Firma Beck & Henkel gefertigt. Des Weiteren wurden die zum Kaufzeitpunkt im Rohbau befindliche Hütte II und die Nebengebäude fertig gestellt. Der Betrieb verfügte nun über zwei Schmelzöfen, die mit einer Siemensschen Regenerativfeuerung ausgestattet waren, sodass nun beim Ausfall eines Ofens noch ein Ofen zur Verfügung stand oder im Bedarfsfall mit beiden Öfen gleichzeitig gearbeitet werden konnte. Lamprecht missfiel auch das bereits einmal verbesserte Maschinenhaus, welches neben der Ausstattung zum Antrieb der Schleifgeräte den 1902 gebauten Generator enthielt. Der Generator versorgte nicht nur die Glashütte, sondern auch die Haushalte der Stadt Immenhausen mit Elektrizität. Am 12. Dezember 1908 erhielt das Unternehmen die Genehmigung zur Errichtung eines Neubaus. Dieser entstand, ausgestattet mit einer „liegenden Lokomobile“ der Firma Heinrich Lanz AG aus Mannheim, am Südgiebel der Schleiferei der Hütte II.
Nach dem frühen Tod von Heinrich Lamprecht im Jahr 1909 wurde Christian Zoerb Generaldirektor des Unternehmens. Zoerb übte die Funktion fast 30 Jahre aus. Während dieser Zeit verlegte er die Verwaltung der Generaldirektion von Gnarrenberg zunächst nach Immenhausen, später nach Kassel (Bremerstraße und später Ruhlstraße). Außerdem ließ er weitere Werkswohnungen bauen, die sich damit auf 32 erhöhten. Im Ersten Weltkrieg, während der Hyperinflation im Jahr 1923 und während der Weltwirtschaftskrise 1929/1930 erlitt das Unternehmen, da es überwiegend exportorientiert aufgestellt war, starke Absatzeinbußen. Infolgedessen wurde der Betrieb Ende der 1920er Jahre in Immenhausen eingestellt.

### Zeit des Nationalsozialismus
Im Jahr 1940 wurde das Gelände vom Deutschen Reich übernommen. Jedoch wurde hier kein Glas hergestellt, sondern es wurde den Kasseler Fieseler Flugzeugwerken als Lagerstätte für Material und Ersatzteile zur Verfügung gestellt. Diese Auslagerung erfolgte aufgrund der Dezentralisierung der Rüstungshersteller, da diese durch Luftangriffe bedroht wurden. Wegen seiner jetzigen Bedeutung für die Rüstungsindustrie war das Gelände am 8. Oktober 1944 das Ziel eines Luftangriffes durch vier amerikanische Lockheed P-38 Lightning, die jeweils zwei Bomben abwarfen. Dabei wurden die Hütte II und die angrenzenden Gebäude zerstört bzw. schwer beschädigt.

### Nachkriegsentwicklung, Wiederaufbau und Betrieb unter Richard Süßmuth

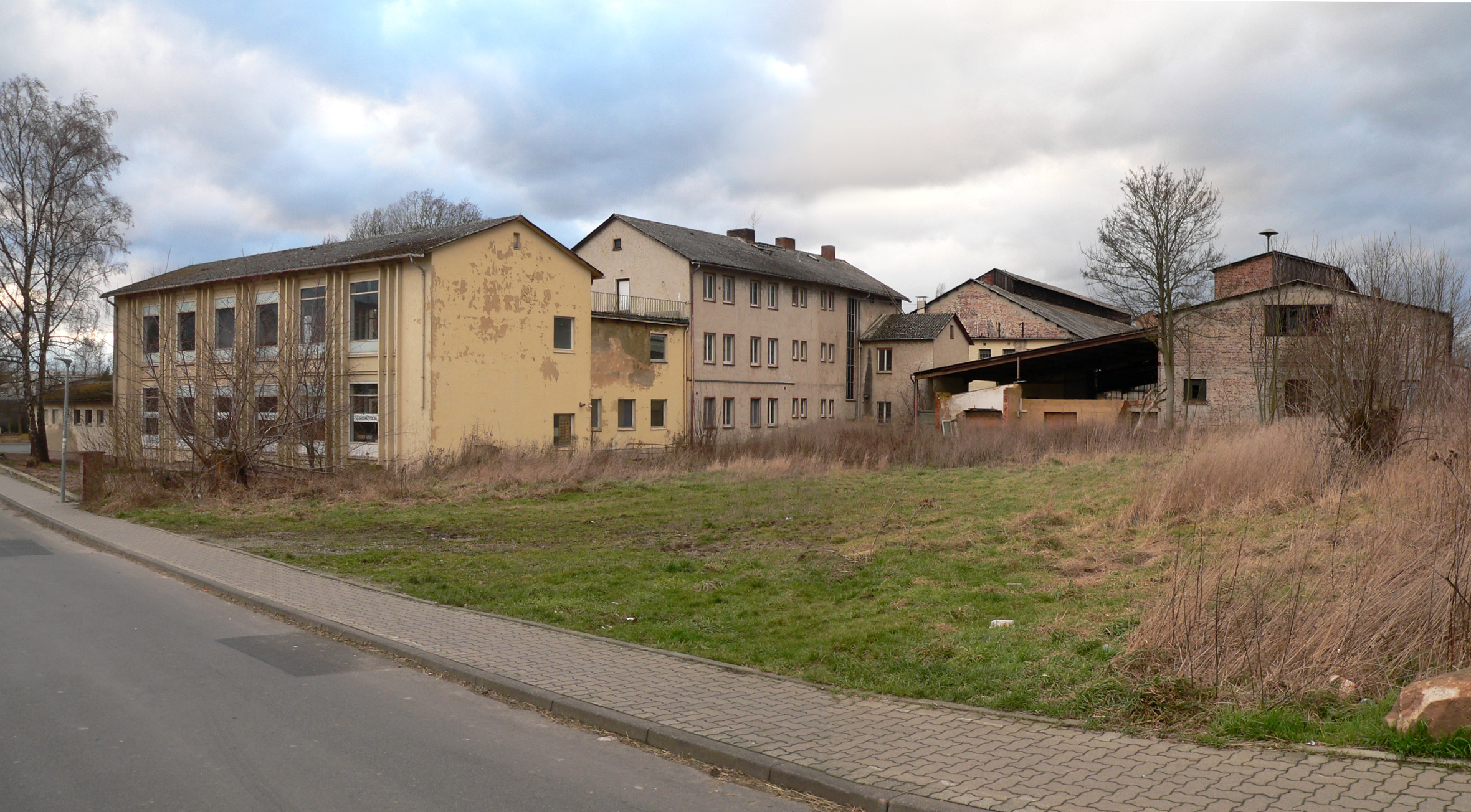
Gebäude der ehemaligen Glashütte, 2014

Nach dem Zweiten Weltkrieg, im Juni 1946, übernahm Richard Süßmuth, der ein heimatvertriebener Glasgestalter und -veredler war und seinen Betrieb in Penzig in Schlesien verloren hatte, das Gelände, um dort wieder eine Glashütte aufzubauen. Nach Kriegsende bekam er als Glasveredler kein Rohglas zu kaufen und beschloss daher, es selbst zu produzieren. Für die Glashütte in Immenhausen entschied er sich, weil er erwartete, dass dort schnell und ohne großen Aufwand wieder eine Produktion aufgenommen werden konnte. Jedoch erwiesen sich die Kriegszerstörungen als deutlich gravierender als zunächst vermutet. Infolgedessen mussten zwischen 1947 und 1964 in jedem Jahr umfangreiche Baumaßnahmen durchgeführt werden. Es erfolgten beispielsweise von August 1951 bis Mai 1956 fünf Erweiterungen der Schleiferei und zwischen Sommer 1954 bis Frühjahr 1957 drei Überdachungen zwischen der Hüttenhalle, der Packerei und dem Kartonlager. Auch wurde das Direktorenhaus in den Jahren 1954 bis 1955 zu einem modernen Verwaltungsgebäude ausgebaut.
Ziel von Richard Süßmuth war es, möglichst schnell wieder eine rentable Produktion aufzubauen. Dazu musste zunächst die Schleiferei wieder in Betrieb genommen werden, um aus dem Rohglas aus der Penziger Zeit Gebrauchsglas herzustellen. Um den Nachkriegsbedarf zu decken, wurden auch die Entwürfe aus Penzig benutzt. Um den Betrieb wiederherzustellen, wurden neben einer kaufmännischen Abteilung, die mit der Beschaffung von Geld und Baumaterial beschäftigt war, vier Arbeitsgruppen gebildet. Die sogenannte „Holzkolonne“ entrümpelte das Gelände und richtete notdürftig einige Gebäude her. Die Gruppe II war damit beschäftigt, in der Hütte I – die von Kriegsschäden verschont geblieben war – einen Wannenofen zur Glasschmelze zu erbauen. Die Gruppe III erneuerte das Generatorgebäude I, die Gaserzeugeranlage und den Schornstein. Die vierte Gruppe richtete die Schleiferei her und war mit ersten Arbeiten aus Flachglasresten und Panzerprismen beschäftigt. Bereits am 1. Juli 1946 wurden verkaufbare Glasprodukte wie Griffelschalen, Seifennäpfe, Bierglasuntersetzer und Kuchen- sowie Tortenplatten hergestellt. Genau ein Jahr später, am 1. Juli 1947, begann die Glasproduktion mittels der neu gebauten Schmelzwanne. Sie wurde durch der Wiederherstellung und den Ausbau der Gaserzeugeranlage, eine genehmigungspflichtige Baumaßnahme, ermöglicht. Anfang Dezember 1948 wurde der nördlich der Wanne gelegene Hafenofen in Betrieb genommen, wodurch die Menge an Rohglas deutlich erhöht werden konnte. Des Weiteren wurden auf den Grundmauern der kriegszerstörten Hütte II die Keller und das Erdgeschoss eines Gebäudes neu errichtet, in dem später das Flachglasatelier und Süßmuths eigene Wohnung untergebracht werden sollten. Zunächst wurde jedoch provisorisch im Keller die Ätzerei und im Erdgeschoss die Gravurwerkstatt sowie die Hohlglasmalerei untergebracht. Aufgrund der Produktionserweiterung durch den Hafenofen musste die Mitarbeiteranzahl erhöht werden, so dass Süßmuth neuen Wohnraum schaffen musste. 1949 begann daher der Bau von Notwohnungen in den Obergeschossen der verschiedenen Produktionsgebäude. Die Wohnungen bestanden aus einer Wohnküche und einer Schlafkammer; die Bewohner mussten die Toilettenanlage des Werks benutzen, da keine Sanitäranlagen vorgesehen waren.
1949 hatte die Hütte 170 Arbeiter, von denen 140 Heimatvertriebene waren. In jenem Jahr war das Unternehmen auf der Hannover-Messe vertreten.
Im Sommer 1951 wurden die Schreinerei, die Schmiede und die Schlosserei in das Gebäude, welches auf den Fundamenten der Hütte II errichtet worden war, verlegt. Diese Maßnahme war aufgrund der Erweiterung der Schleiferei notwendig geworden. Im Frühjahr 1952 wurde die Erweiterung einer Hüttenhalle mit einem zweiten Hafenofen in Betrieb genommen. 1954 wurde die Haupteinfahrt neugestaltet und ein Pförtnerhäuschen mit Warteraum und Fahrrad- und Motorradunterständen errichtet.
Ab Mai 1955 wurde das ehemalige Generatorgebäude der kriegszerstörten Hütte II zur Hohlglasmalerei umgebaut. Das Gebäude erhielt einen Lastenaufzug und beherbergte seitdem auch die Ätzerei und die Gravurwerkstatt, die beide bisher provisorisch im Flachglasatelier untergebracht waren. 1956/1957 wurde eine Erweiterung der Verwaltung und der Neubau eines Ausstellungshauses und 1958 eine Erweiterung der Hüttenhalle und der benachbarten Werkstätten durchgeführt. Trotz der zunehmenden wirtschaftlichen Probleme wurde 1964 von Richard Süßmuth auf dem Gelände der ehemaligen Bahnhofsgaststätte ein Hotel errichtet. Dort sollten Gäste und Kunden sowie werkseigene Vertreter untergebracht und die Bewirtung der zahlreichen Besucher sichergestellt werden.

### Mitarbeitergesellschaft und Niedergang
Da die Konkurrenz ein maschinell gefertigtes Glas anbot und sich der Zeitgeschmack Ende der 1960er Jahre änderte, geriet die Glashütte, die ausschließlich handgefertigte Produkte anbot, in wirtschaftliche Schwierigkeiten. Auf einer Betriebsversammlung im März 1970 übereignete Richard Süßmuth, um einen drohenden Konkurs abzuwenden, die Glashütte den Mitarbeitern in Form einer Mitarbeitergesellschaft. Franz Fabian, hessischer Bezirksleiter der Industriegewerkschaft Chemie, Papier, Keramik, engagierte sich für das „Experiment Süßmuth“, das er als Betrieb in Arbeiterselbstverwaltung ausbauen wollte – ähnlich wie zeitgleiche Projekte in Italien und Frankreich. Die Arbeiter und Angestellten schafften es, in unbezahlten Wochenendschichten einen neuen Schmelzofen zu bauen, der Weihnachten 1971 in Betrieb ging; sowie eine neue Kühlstraße. Bis 1973 wurden 1,1 Millionen DM in neue Technik investiert, das Produktportfolio gestrafft, der Umsatz stieg wieder. Später übernahm die Süßmuth-Mitarbeiter-Stiftung die Verwaltung. Verschiedene Firmen investierten Kapital in die Stiftung. 1990 übernahmen zwei Unternehmer aus Hamburg die Glashütte, die mittlerweile Süßmuth-Glasmanufaktur hieß. Im Jahr 1996 jedoch konnte kein rentabler Betrieb mehr durchgeführt werden und die Hütte wurde stillgelegt.
Die Gebäude wurden im Laufe der Jahre teilweise abgerissen. Was mit den übrigen, teilweise denkmalgeschützten Gebäuden passiert, ist derzeit (2018) noch nicht entschieden. Im Gespräch sind Wohneinheiten für Senioren.

## Glasmuseum Immenhausen
Das Glasmuseum Immenhausen wurde 1987 in einem ehemaligen Generatorgebäude der Fabrik durch die Stadt Immenhausen eingerichtet. Die Ausstellungen zeigen die nordhessisch-südniedersächsische Glastradition in Mittelalter und früher Neuzeit, aber auch die Geschichte der Immenhäuser Hütte und ihrer Vorgängerin im Kaufunger Wald. Des Weiteren werden die Unternehmer Hermann Lamprecht und Richard Süßmuth betrachtet sowie die Entwicklung von Gebrauchsglas seit 1890 und die moderne internationale Studioglaskunst.

## Immenhäuser Glaspreis
Seit dem Jahr 2000 wird durch die Stadt Immenhausen alle drei Jahre in einem Wettbewerb der zeitgenössischen Glaskunst der Immenhäuser Glaspreis ausgeschrieben. Dabei dürfen maximal zwei neue Arbeiten der über 70 in Deutschland ansässigen Glaskünstler eingereicht werden, welche innerhalb der letzten drei Jahre entstanden sein sollen und noch keinem Publikum vorgestellt worden sind.

## Roman
Der Schriftsteller Erasmus Schöfer schilderte 2004 in dem Roman Zwielicht, dem zweiten Teil seines Romanzyklus Die Kinder des Sisyfos, den Besuch zweier kommunistisch inspirierter Journalisten um 1972 in der damals von Arbeitern und Angestellten selbstverwalteten Glashütte Süßmuth.